# مهرجان الرجل المحترق

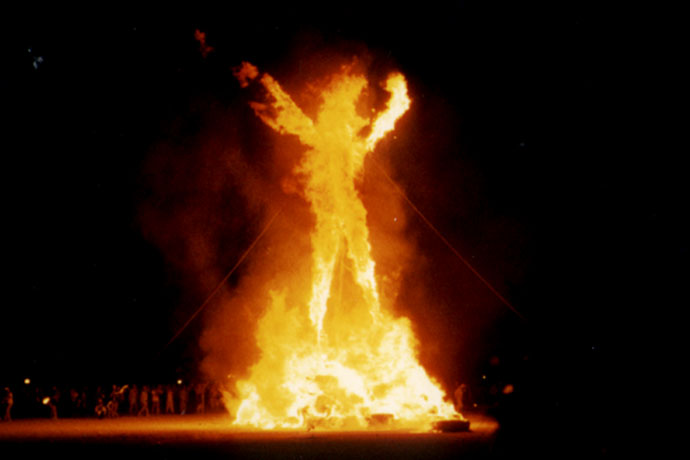
تتم تسمية الحدث بعد طقوس ليلة أمس السبت بحرق الرجل الخشبي.

مهرجان الرجل المحترق (بالإنكليزية Burning Man) وهو مهرجان سنوي يعقد في صحراء الصخرة السوداء في شمال ولاية نيفادا، في الولايات المتحدة. يبدأ الحدث قبل يوم الأحد وينتهي في يوم عطلة عيد العمال الأمريكيين. تأخذ المناسبة اسمها من طقوس حرق تمثال خشبي كبير مساء يوم السبت. وكثير من المشاركين يصفون الحدث بأنه تجربة في المجتمع متمثلة بتطرف التعبير والاعتماد على الذات. قدر عدد المشاركين في المناسبة ب51515 شخص لعام 2010م

## تاريخ
قام بوهيميان من سان فرانسيسكو، هما لاري هارفي وجيري جيمس بإحراق دمية خشبية على شاطئ بيكر بيتش سنة 1986. وجذب هذا التقليد من خلال حديث الناس بعضهم مع بعض الكثيرين وارتفع عدد المشاركين بهذا الطقس السنوي وعند حلول عام 1990 نقل العدد الكبير من المشاركين هذا التقليد من هذا الشاطئ بعيدا إلى صحراء نيفادا.

## الموقع

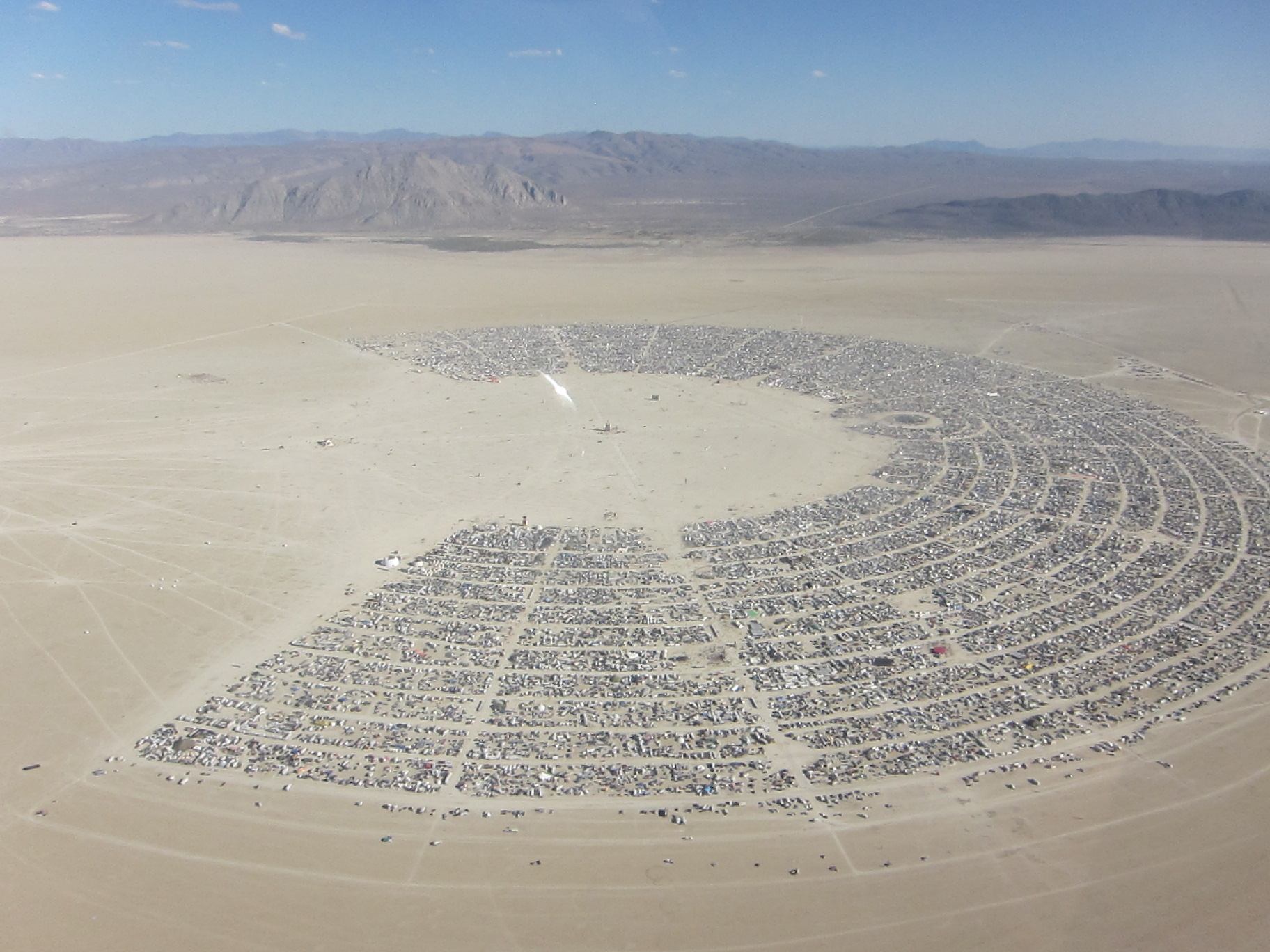
صورة جوية لمدينة بلاك روك، والتي تتخد شكلا نصف دائري

اختار المنظمون للمهرجان مكانا منعزلا في ولاية نيفادا الصحراوية ويبعد 190 كيلومترا تقريبا شمال مدينة رينو. هناك يتم تأسيس مدينة بلاك روك، وبعد أن يتم بناؤها على عجل تختفي بعد أسبوع، وتقع في منطقة بلاك روك الصحراوية، وهي بحيرة جافة.
لا يوجد في تلك المدينة العابرة أي ماء أو نباتات وكل ما يحيط بها هو مئات من الأميال المربعة من قفر الصحراء التي تتعرض باستمرار لعواصف رملية غير متوقعة يصل بها الأمر لتدمير الكثير من المساكن. وتصل درجات الحرارة إلى الأربعين خلال النهار بينما تهبط ليلا إلى درجة التجمد.

## وصلات خارجية
- الموقع الرسمي